# ユリウス・アダム
ユリウス・アダム（Julius Anton Adam 、1852年5月18日 - 1913年9月23日）はドイツの画家である。風俗画や動物画を描き、特に猫を描いた絵が人気になり「猫のアダム(Katzen-Adam)」の仇名を得た。

## 略歴
ミュンヘンで、同名の父親、ユリウス・アダム（1821年–1874年）の息子に生まれた。祖父のアルブレヒト・アダムは戦争画で知られる画家で、父親を含むアルブレヒトの4人の息子は画家、版画家になった。父親は末子で、版画家として知られ、アルブレヒト・アダムの作品などを版画にしたことなどで知られている。叔父のベンノ・アダムは動物画家として知られ、いとこのエミール・アダム （1843年-1924年）も馬を描くのが巧みな画家として知られていた。
ミュンヘン美術院で、ミヒャエル・エヒターやヴィルヘルム・フォン・ディーツに学んだ。父親が写真技術を使った版画技術に関わったこともあり、最初は風景写真家として働き、リオデジャネイロで働いたが、その後ミュンヘンに戻り風俗画家として働いた。1882年以降、愛らしい猫の姿を描いた絵を描いて人気のある画家になった。
ミュンヘンに集まった多くの芸術家の住む場所として、建築会社のHeilmann & Littmannが造成したミュンヘンの住宅団地(Villenkolonie)、「Villenkolonie Gern」に1893年に移り、1913年に亡くなるまでそこに住んだ。

## 作品

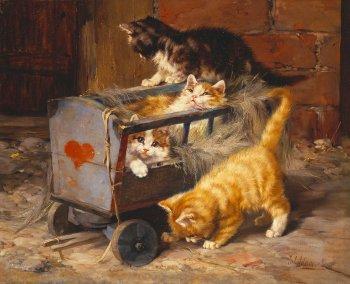
「場所取り」
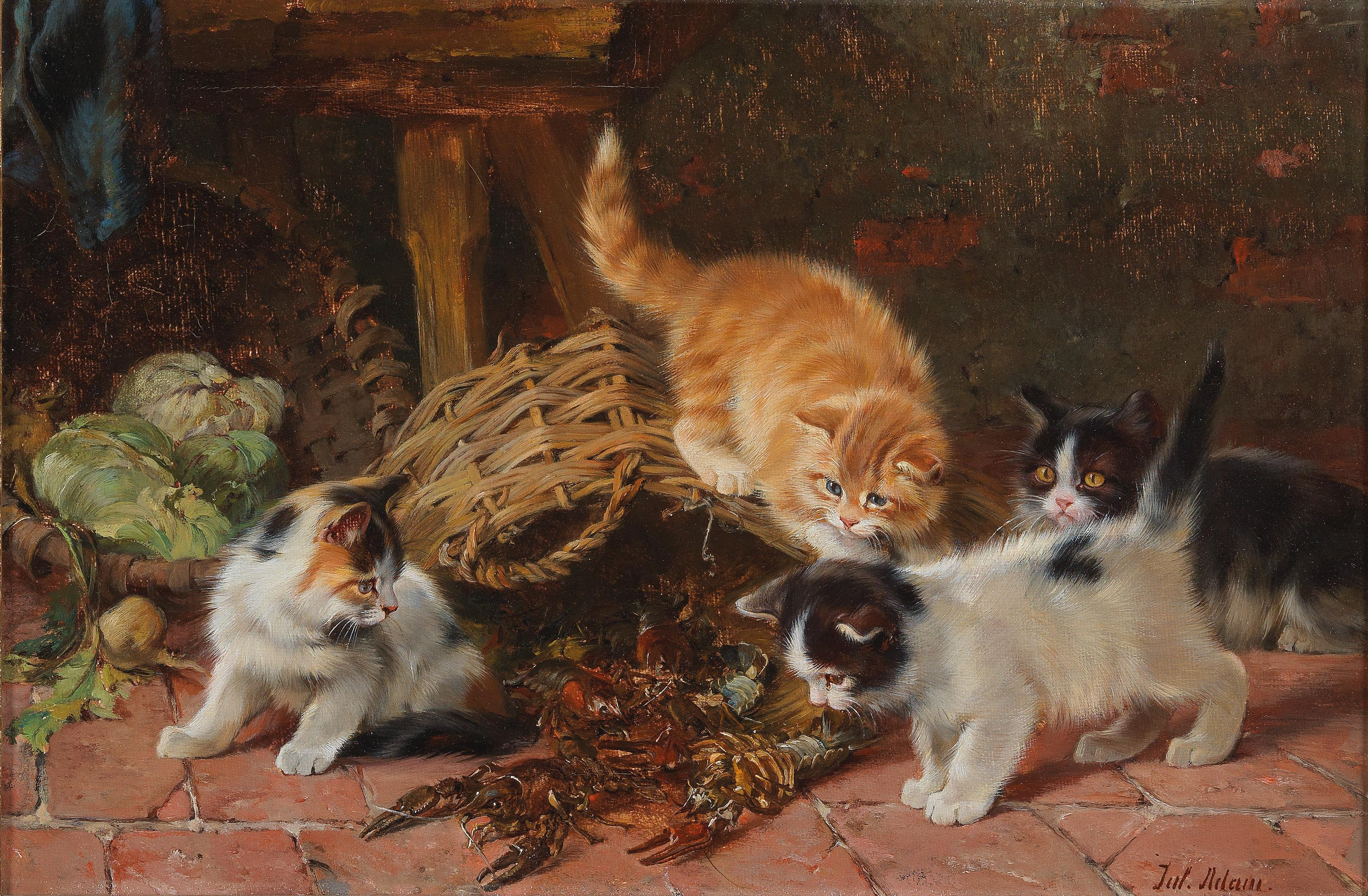
「子猫とザリガニ」
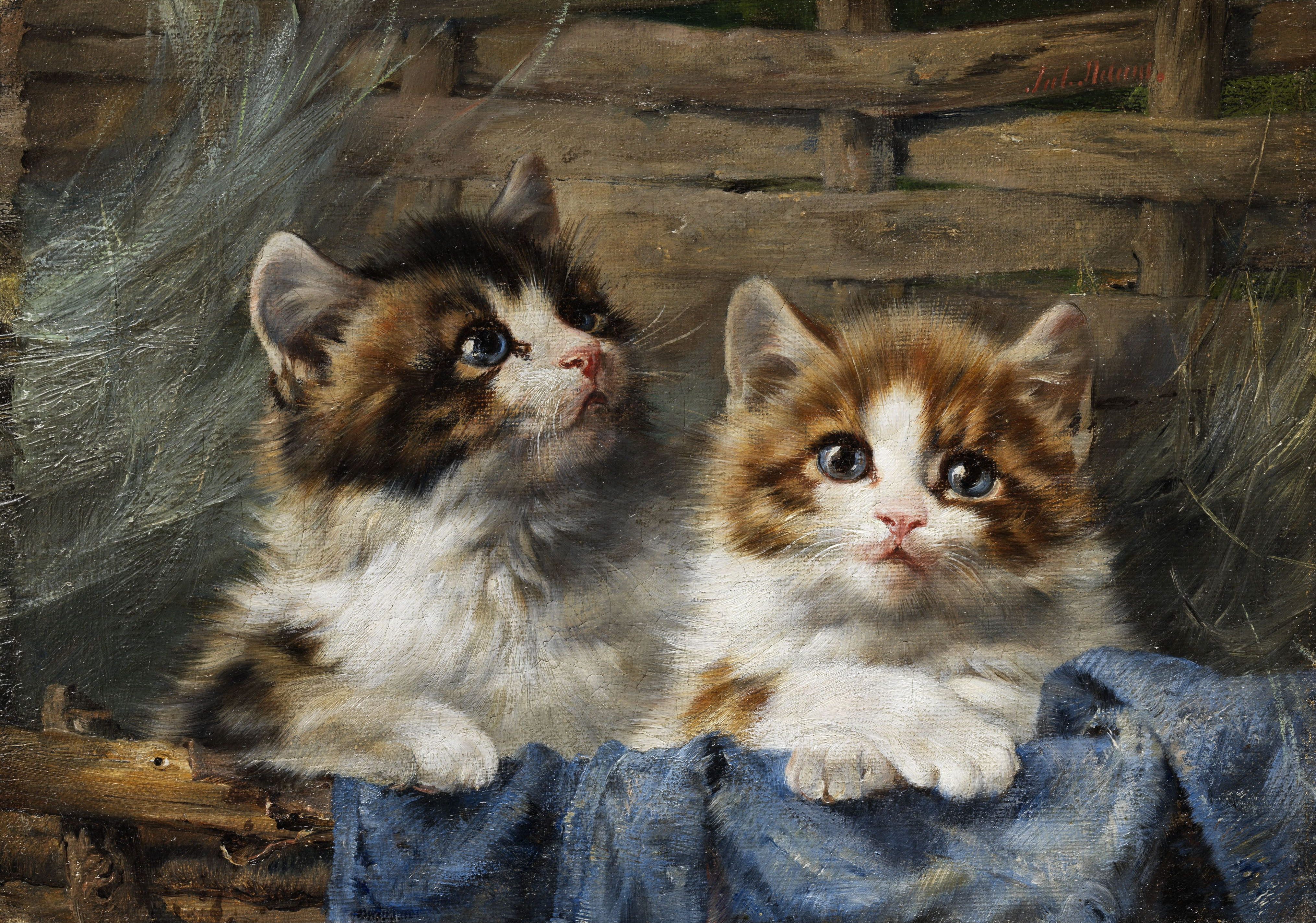
「籠の中の青いタオルと猫」
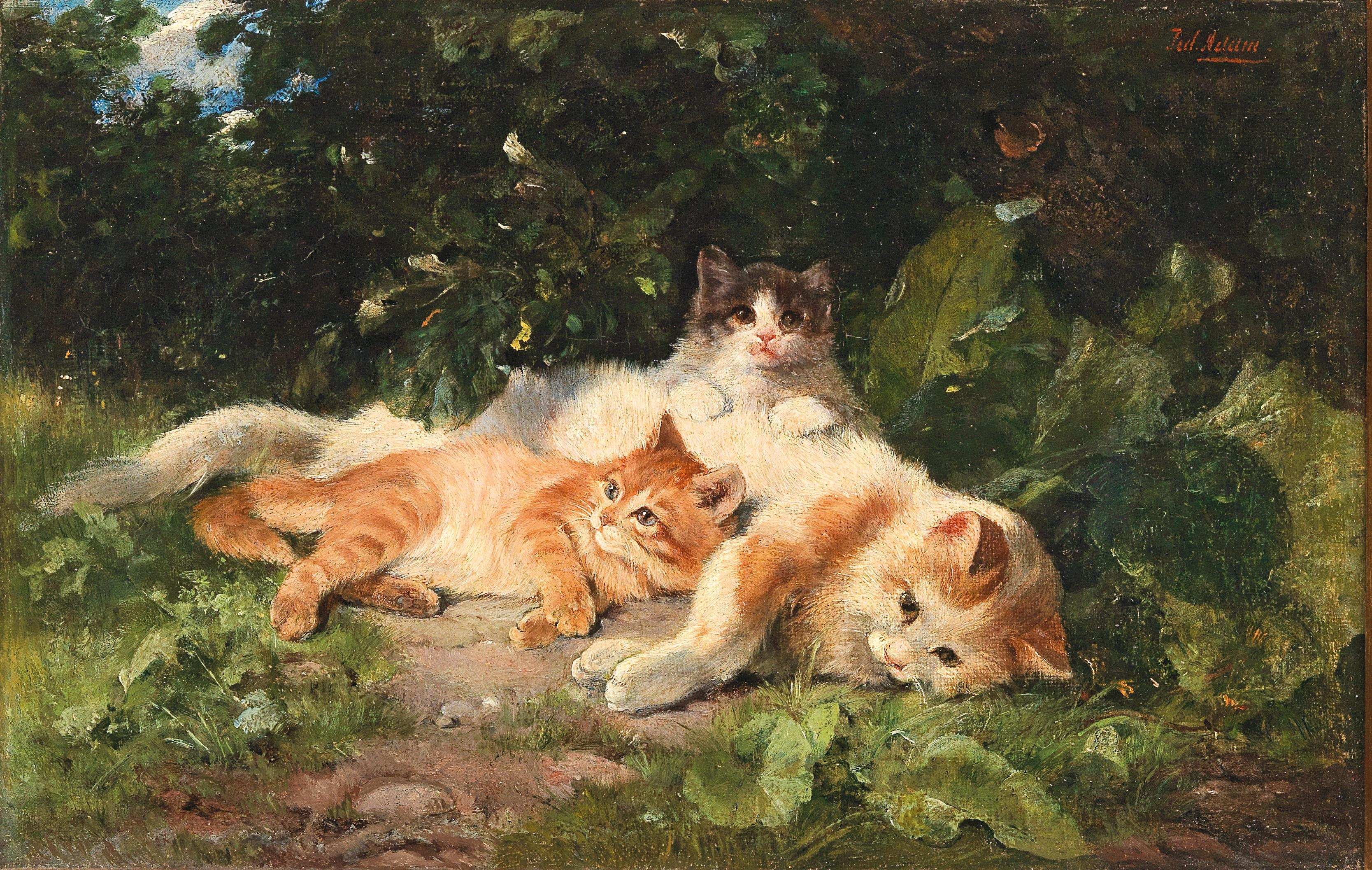
猫と子猫
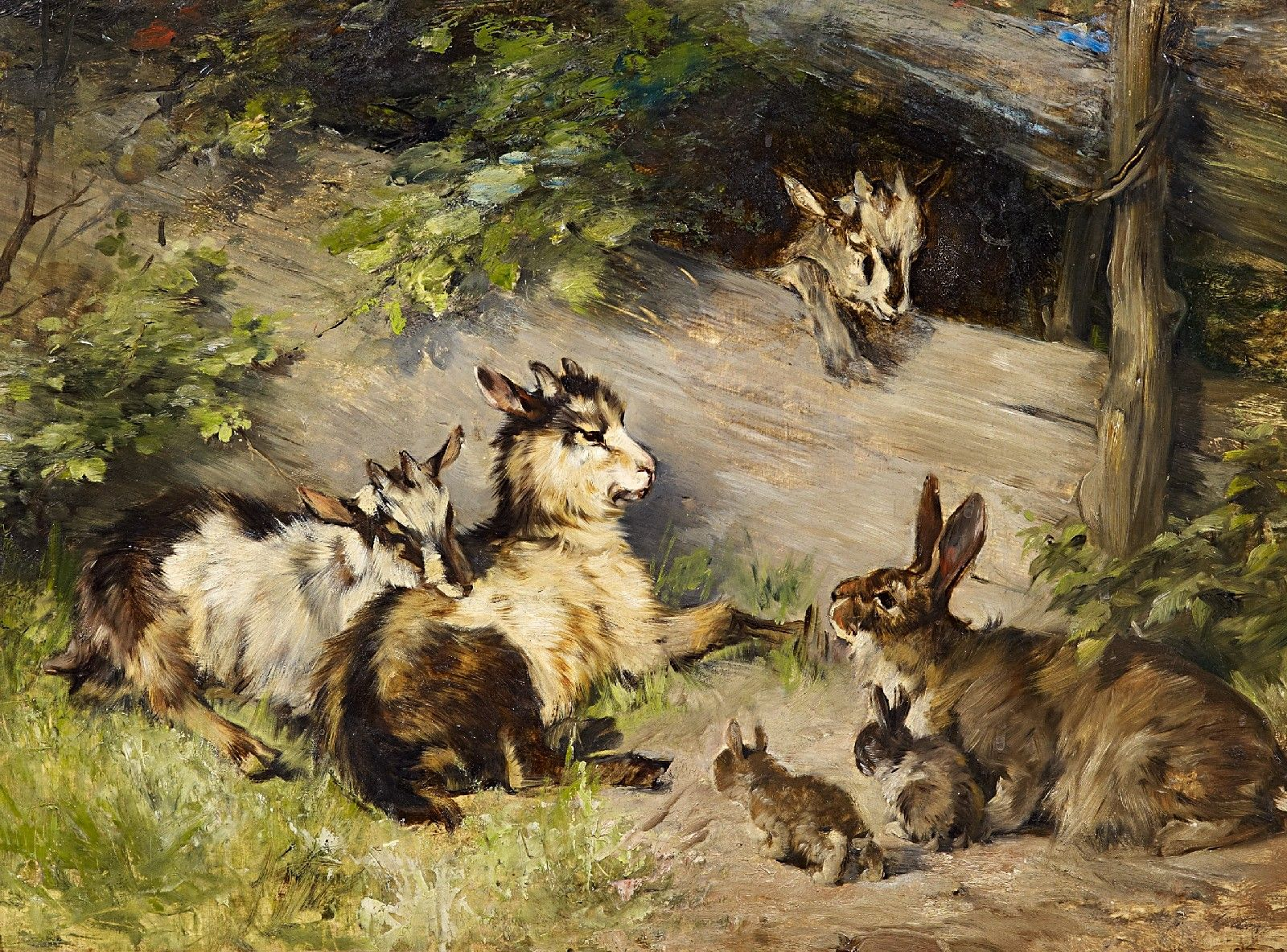
行き止まりのウサギの親子
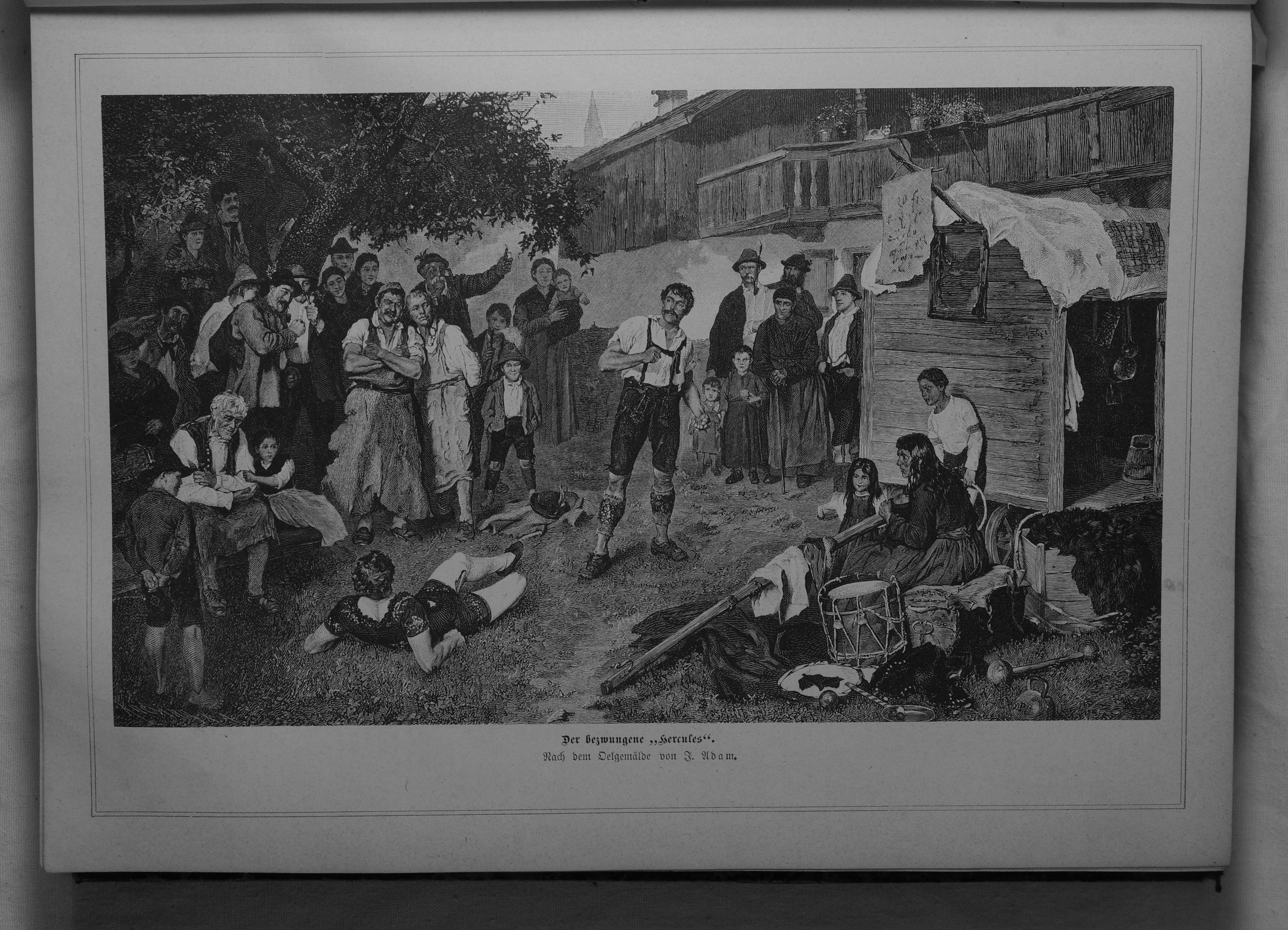
雑誌挿絵